# Tronox
Tronox ist ein US-amerikanisches Chemieunternehmen und einer der größten Hersteller von Titandioxid weltweit. Das Unternehmen erlangte im Jahr 2005 seine Unabhängigkeit, nachdem es von seiner ehemaligen Konzernmutter Kerr-McGee abgespalten und an die Börse gebracht worden war.

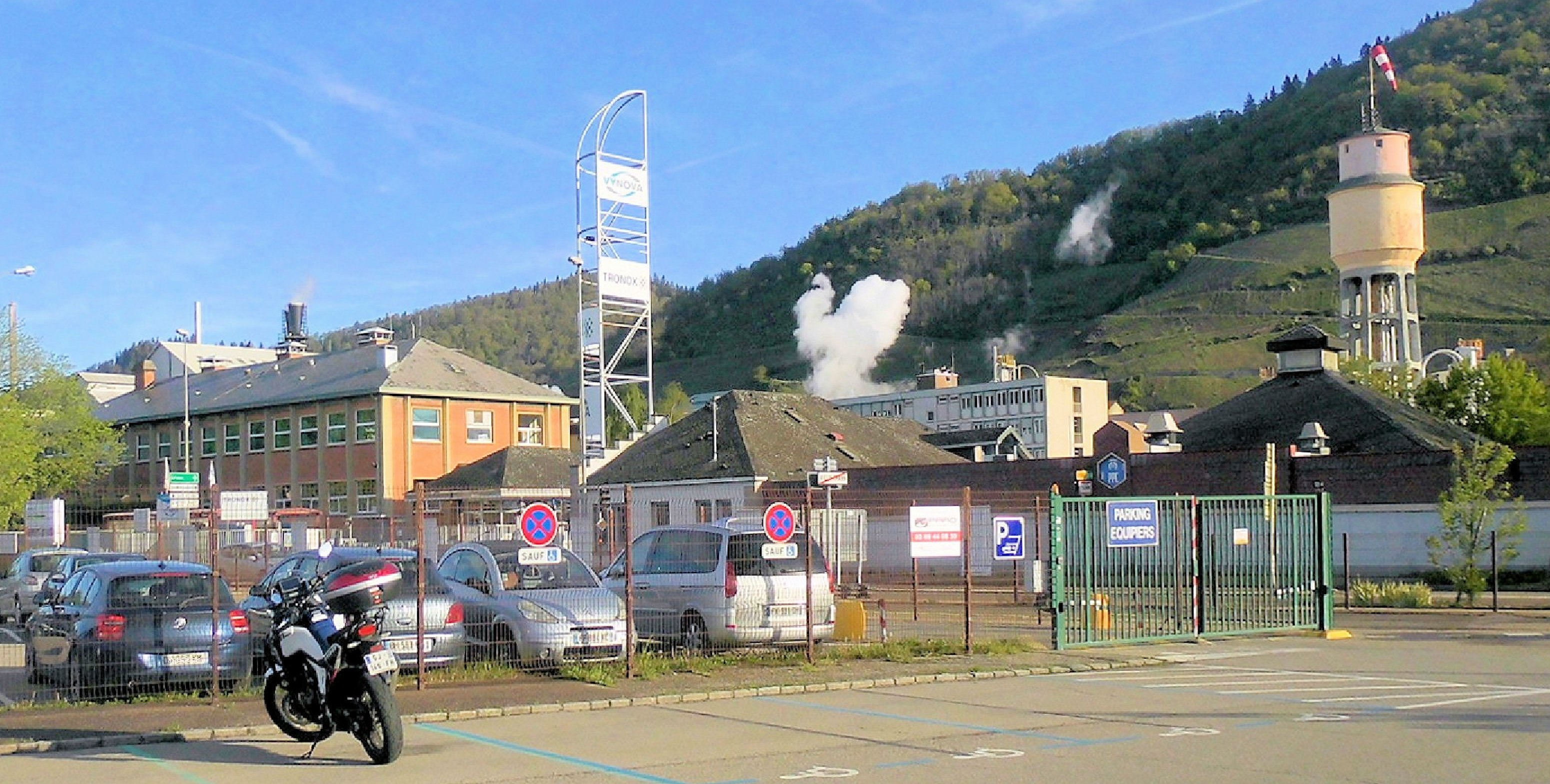
Tronox-Werk im elsässischen Thann

## Geschichte

### Abspaltung und Börsengang
Tronox ging 2005 an die Börse, als das in Oklahoma City ansässige Unternehmen Kerr-McGee, dem Tronox zuvor vollständig gehörte, am 21. November 2005 Aktien im Rahmen eines Börsengangs ausgab. Im März 2006 wurde es ein unabhängiges Unternehmen.
Im ersten Quartal 2006 ersetzte Tronox Meade Instruments im S&P SmallCap 600 Index, als Kerr-McGee den Rest seiner Tronox-Aktien unter dem früheren NYSE-Symbol TRX.B, einem Wertpapier der Klasse B, ausgab. TRX.B wurde am 31. März 2006 in den regulären Handel aufgenommen.
Im Jahr 2008 sank der Aktienkurs des Unternehmens erheblich, und beide Aktiengattungen wurden zu Pennystocks. Im September 2008 wechselten die Aktien des Unternehmens von der NYSE in den Freiverkehr.

### Insolvenz und Entlassung
Durch die Ausgliederung von Tronox aus dem Kerr-McGee-Konzern gingen große wirtschaftliche Risiken auf Tronox über, die aus früheren Umweltverschmutzungen durch die Entsorgung von Giftmüll resultierten. Eine Forderung der Vereinigten Staaten über 25 Milliarden US-Dollar für die Beseitigung von Kontaminationen führte mithin dazu, dass das Unternehmen am 14. Januar 2009 eine Insolvenz nach Chapter 11 beantragen musste. Das Unternehmen gab an, dass sich diese Maßnahme nicht auf die Aktivitäten des Unternehmens außerhalb der USA beziehen. 
Eine gerichtliche Aufarbeitung befand 2013, dass Kerr-McGee seine Risiken auf unzulässige Weise zu Tronox verschoben hatte. In diesem Zusammenhang wurde das Unternehmen Anadarko Petroleum, das Kerr-McGee 2006 übernommen und damit dessen rechtliche Nachfolge angetreten hatte, 2014 zu einer Zahlung von 5,15 Milliarden US-Dollar verurteilt. Tronox wurde im Februar 2011 wieder aus dem Insolvenzverfahren entlassen. 
2009 verklagten Tronox-Aktionäre Anadarko Petroleum (Nachfolger von Kerr-McGee), weil das Unternehmen die Anleger über die hohen Umwelt- und sonstigen Schulden getäuscht hatte, die Tronox von seiner Muttergesellschaft erben würde. Zu den Umweltverschmutzungen gehörten die Verschmutzung des Lake Mead in Nevada mit Raketentreibstoff, die Hinterlassung radioaktiver Abfälle im gesamten Gebiet der Navajo Nation und die Verklappung von krebserregendem Kreosot in Gemeinden im gesamten Osten, Mittleren Westen und Süden in seinen Holzverarbeitungsanlagen.
Im Jahr 2009 kündigte die Huntsman Corporation an, dass sie bestimmte Vermögenswerte von Tronox kaufen würde. Der Deal wurde jedoch von Tronox kurz darauf abgewiesen. 
Tom Casey wurde im Oktober 2011 zum CEO ernannt. Der Unternehmenssitz wurde 2012 von Oklahoma City nach Stamford verlegt.

### Aktuelle Geschichte
Am 15. Juni 2012 gab Tronox bekannt, dass es die Übernahme von Exxaro Mineral Sands abgeschlossen hat und beide Unternehmen unter der australischen Holdinggesellschaft Tronox Limited vereint. CEO Casey beschrieb die Vorteile des Zusammenschlusses mit den Worten: "Wir sind jetzt in der Lage, auf einem lukrativen Markt für Titanrohstoffe zu verkaufen und gleichzeitig unseren Titandioxid-Kunden zu versichern, dass wir in der Lage sind, Qualitätsprodukte zu vernünftigen Preisen zu liefern."
Im April 2019 schloss Tronox die Übernahme des saudischen Wettbewerbers Cristal Global ab. Mit dieser Transaktion wurde Tronox zum Weltmarktführer für Titandioxid. Im Zuge der Übernahme musste Tronox aufgrund kartellrechtlicher Auflagen zwei Weißpigment-Werke von Cristal in Nordamerika abgeben, die von Ineos erworben wurden (Ineos Pigments).

## Produkte
Neben Titandioxid, ein Stoff, der in der Farbmittelherstellung als eines der wichtigsten Weißpigmente gilt, wird Zirkon als Nebenprodukt der Titandioxid-Herstellung vertrieben. Der Verkauf von Zirkon, das unter anderem für Keramikglasuren benötigt wird, generierte im Geschäftsjahr 2018 einen Umsatz von 293 Millionen US-Dollar.